# 영원한 사랑 (핑클의 노래)
영원한 사랑은 대한민국의 걸 그룹 핑클이 2번째 스튜디오 음반 White(1999년)을 위해 레코딩한 노래이다. 송라이터는 김영아이며 프로덕션과 편곡은 주태영, 조성진이 맡았다. 1999년 5월 13일 White의 일부로서 판매되었으며 이 음반의 주요 싱글곡이다.
발매되자마자 영원한 사랑은 대한민국에서 유명해졌으며 SBS 가요대전, 하이원 서울가요대상 등 연말 시상식에서 수차례 수상했다.